# Commodore SX-64

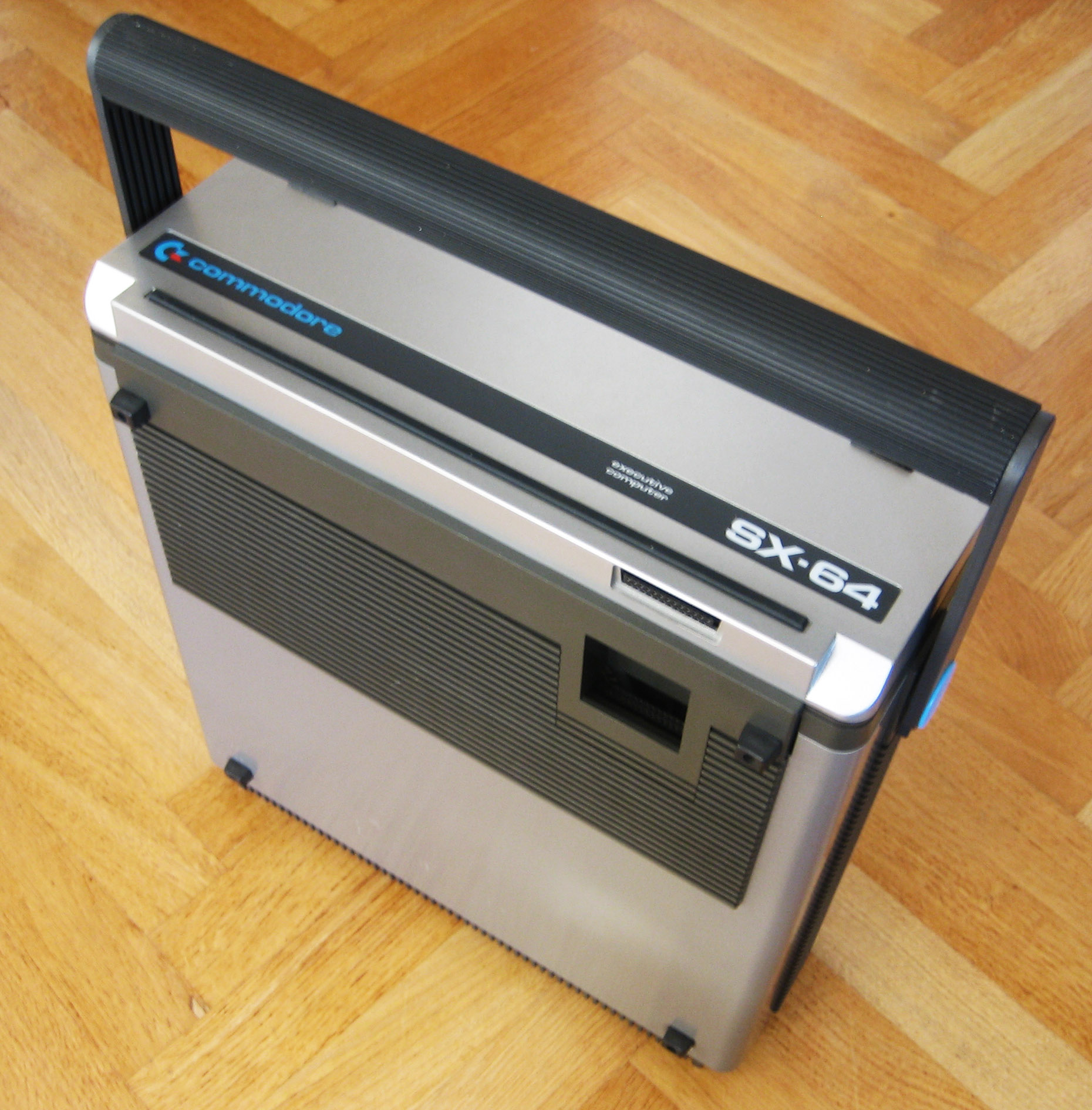
一台直立着、处于收纳状态的Commodore SX-64

Commodore SX-64，亦被称为“经营管理64”（Executive 64），是康懋达国际出品的Commodore 64计算机的可携带版本，二者在运算能力上完全相同，于1984年始发售。此电脑据信是最早具有多色屏幕的可移动计算机。
SX-64内置了一个五英寸的CRT显示器，和一个内置的Commodore 1541系列磁碟驱动器。SX-64的键盘键位与C64基本相同，而且其被整合在了用来保护屏幕和磁盘驱动器的盖子上。本机重10.5千克。体现它便携性的特点就是它具有一个提手，并同时可在使用状态下作为调整机身角度的支架。
本机发布于1983年一月，并于一年后正式发售。定价995美元（约合今2400美元）。

## 简介
除了内置的功能和不同的外形尺寸，SX-64和常规Commodore 64（略为C64，下同）之间还有其他一些区别。 默认屏幕颜色更改为白色背景上的蓝色文本，以提高较小屏幕上的可读性。 这可能会导致与采用C64的默认蓝色背景的程序的兼容性问题。而且用于加载和保存操作的默认设备被更改为软盘驱动器。

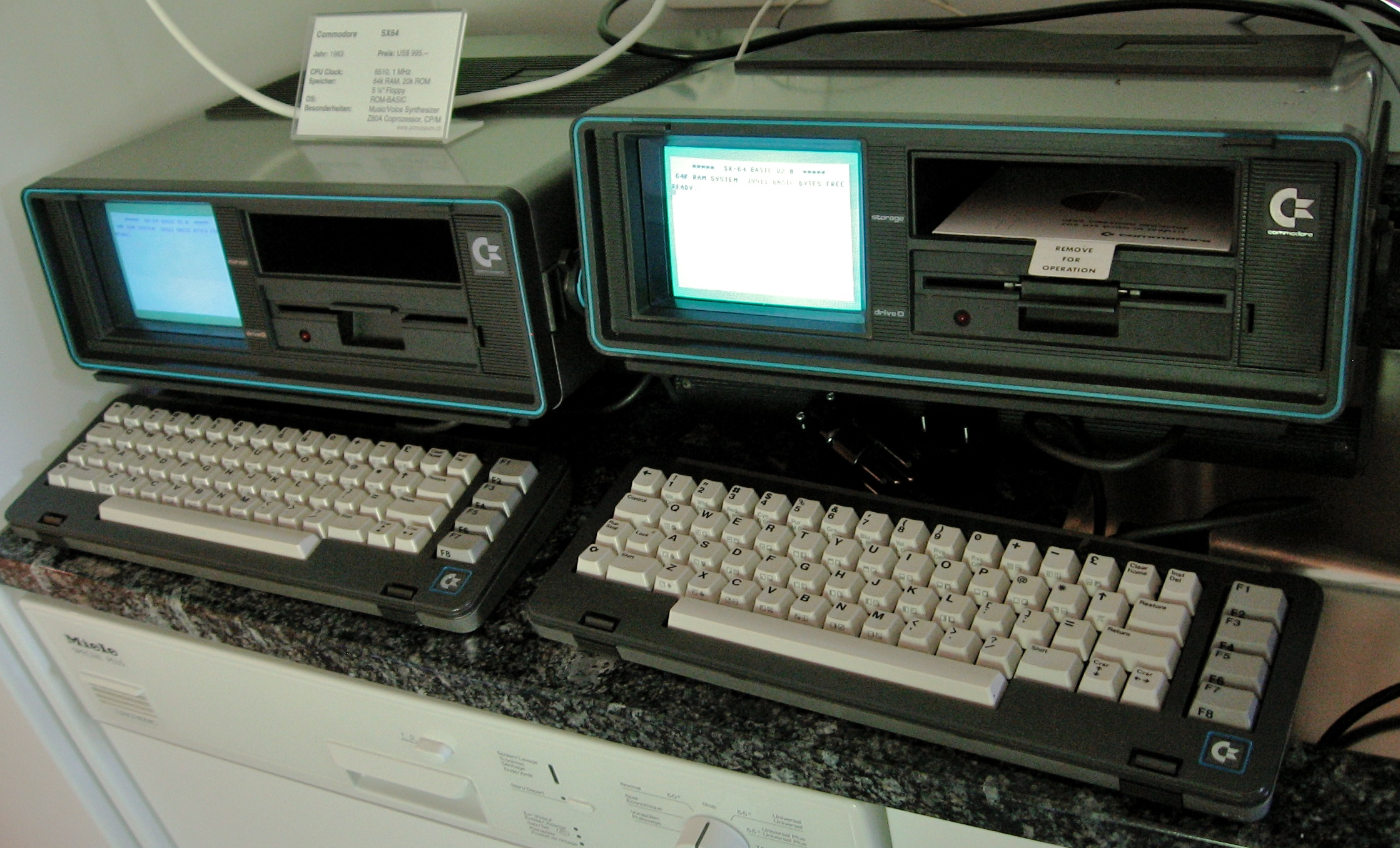
两台显示着BASIC界面的SX-64。可清楚地看出屏幕的颜色为白色。

由于内置了屏幕和磁盘驱动器，SX-64取消了磁带端口（Datasette Port）和RF端口。然而，没有磁带端口意味着无法直接供应C64 Centronics打印机的用电。解决方法是使用打印机本身的十八针Centronics接口供电，或是用游戏手柄接口来供应用电。
因为音视频接口并没有被取消，所以仍然可以使用外置显示器，但只能作为内置显示器的镜像。由于和C64在卡带插槽的设计上存在不同，导致了使用C64卡带时会出现兼容性问题。但可以通过某些第三方外设来解决。SX-64的内置电源亦限制了计算机的可扩展性。
康懋达国际曾发布了一款具有双磁盘驱动器的版本，被称为DX-64。但有媒体报道在1985年初，其计划就已经无限期延迟。
该公司亦发布了一款被称之为SX-100的单色屏幕版本，同样石沉大海。

## 历史
直至1986年停止生产，SX-64的销量非常不理想。他的失败被归咎于其令人无法接受的重量和过小的屏幕，营销上的失败亦为一重要原因。其竞争对手包括Osborne 1、Kaypeo II和Compaq Portable。SX-64并没有确切的销量被公布于众，但从序列号上来看，可大致估算其数字。SX-64共经历了数种序列号，他们分别从属于GA1、GA2、GA5和GA6系列。其中，GA1的序列号超过49,000，GA2的最大序列号为1,000，GA4为17,000，GA5为11,000，GA6为7,000。

## 具体参数
与C64相同，它的具体参数见下：

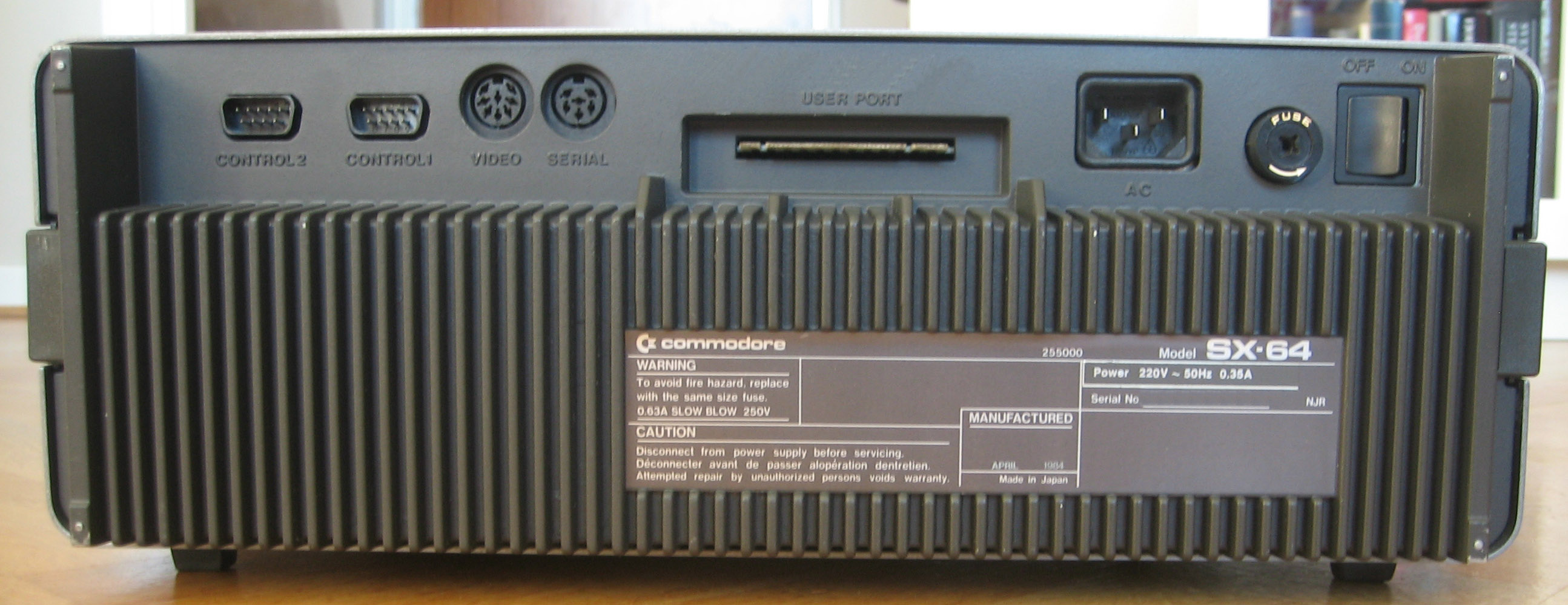
机身后部

- 驱动器：170 kB 5¼ Commodore 1541磁碟驱动器；
- 屏幕：五英寸（127毫米）CRT显像管屏幕；
- 键盘：随机销售键盘，由连接线接入计算机；
- 卡带插口：位于CPU正上方，卡带与机身垂直插入（C64为平行插入）；
- 操作系统：Commodore BASIC；
- I/O：
  - 488系列总线（位于机身后部）；
  - 视频输出接口（同上）；
  - 用户接口（即User Port，用于配制各种扩展，如调制解调器、扩展内存等。卡带插口亦可以提供扩展，但由于SX-64的卡带插口特殊，所以多数扩展卡带都无法插入，或是配备第三方外设才能插入）（同上）；
  - 无磁带接口；
  - 无RF接口；
  - 无常规二十五针键盘接口（本机的键盘接口为特有形状，但有相近之处）；
  - IEC标准三脚电源输入口。
- 电源：内置。